# Nota z dziewięciu punktów
Nota z dziewięciu punktów – nota Cypriana Kamila Norwida z 1863 w sprawie zwołania międzynarodowego kongresu militarnego, wysłana generałowi Ludwikowi Mierosławskiemu.

## O utworze
Pierwsza z kilku not wysłanych przez Norwida w listopadzie 1863 w sprawie zwołania przez Rząd Narodowy, jeszcze na jesieni, międzynarodowego kongresu militarnego, który przyznałby powstańcom prawo wojujących, a jednocześnie wypowiedział się co do metod prowadzenia działań wojennych przez wojska rosyjskie. Pierwszym adresatem noty był generał Ludwik Mierosławski. Kolejne zostały skierowane do zmartwychwstańców, kawalerów maltańskich (Władysław Zamoyski), nieznanych bliżej wysokich polskich oficerów i Karola Ruprechta, pełnomocnika Rządu Narodowego. Tekst każdej noty jest odmienny, choć postulaty te same. Zachowały się jedynie trzy notyː do Mierosławskiego, do Zamoyskiego i do Ruprechta.  Nota z dziewięciu punktów została wydrukowana przez T. Makowieckiego w Pamiętniku Literackim z 1929 w zbiorze Listów Cypriana Norwida z 1863 r.